# Fårost

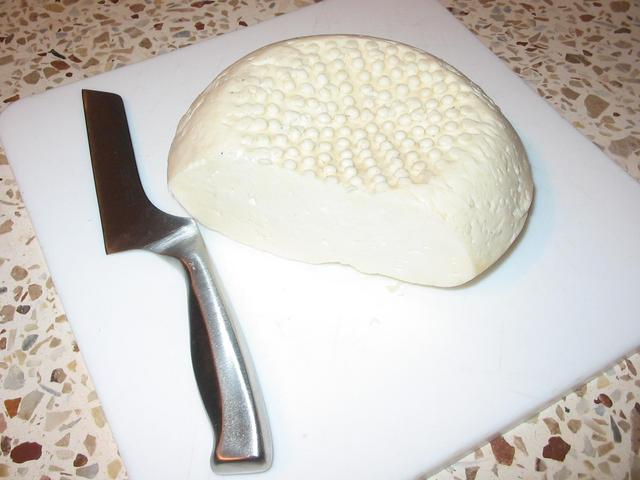
Fårost med smulig konsistens

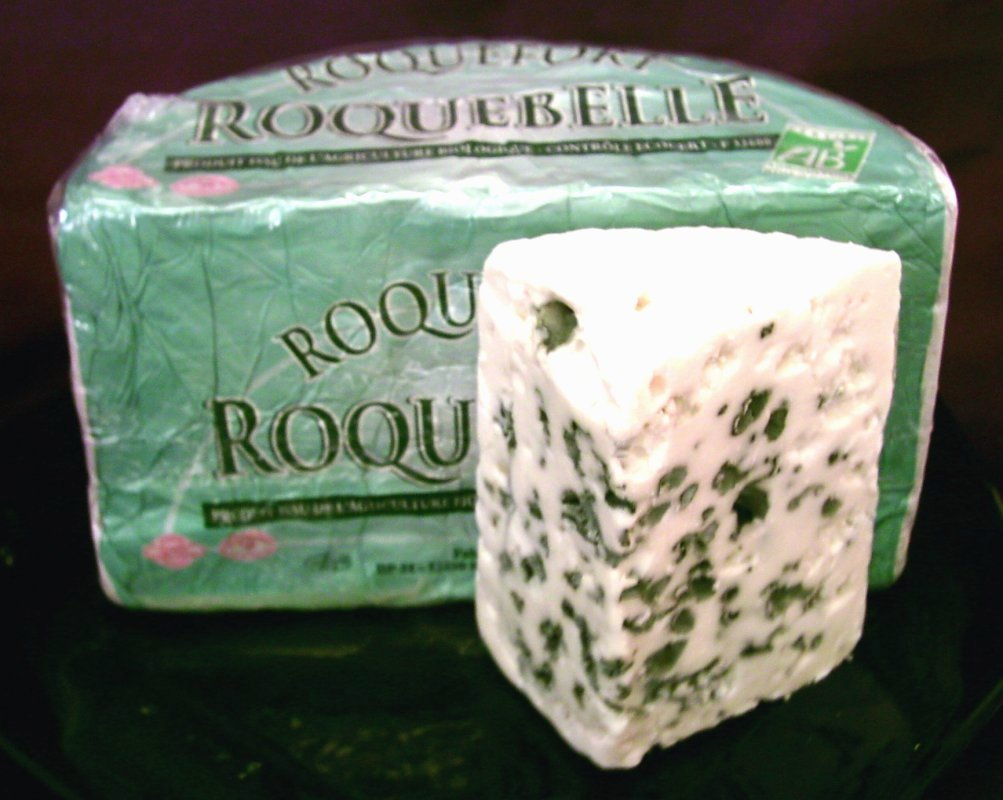
Roquefort är en blåmögelost gjord på fårmjölk

Fårost är ost gjord på mjölk från får. Den har mycket hög kalciumhalt och innehåller högre halter mineraler än komjölk. Fårost har en angenäm, lite skarpare smak. Fårost och getost tåls ofta av dem som annars är laktosintoleranta.

## Fårost i Sverige
Fårost tillverkas i Sverige på Gotland. De gotländska fårostarna heter Häftings, Häftings Klint, (ett slags Pecorino-liknade hårdost), Tryffel Pecorino, gjord på tryffel från Gotland, Raukfår, en blåmögelfårost och Original, som liknar fetaost, säljs slät eller smaksatt med basilika eller rosépeppar. Det finns även färsk bredbar fårost, smaksatt med tryffel, pepparrot eller örter. Även  Bredsjö Blå är en svensk fårost, från Bergslagen.

## Fårost i andra länder
Ost gjord på fårmjölk förekommer i olika varianter, med olika konsistens och smak, från mildare mjukostar, smuliga halvhårda till hårda och skarpa i smaken. Grekland har fårost med namnet Feta, Cypern har Halloumi, i Italien finns det Pecorino Romano, Pecorino Sardo, Pecorino Siciliano, Pecorino Toscano och Ricotta, i Spanien Roncal, Torta del Casar och Manchego. De portugisiska fårostarna heter Azeito, Rabaçal, Santarem, Saloio, Serpa Serra och Castelo branco. I Frankrike finns det (bland annat) Abbaye de Bellocq, Brique Brebis, Berger de Rocastin, Brebicet, Fédou, Gavotine, Lévejac, Ovalie, Pérail, Valdeblore och Roquefort, den baskiska fårosten Ardi-gasna, Agour och Ossau-Iraty, medan de korsikanska fårostarna är Broccio, Asco, Brin d'amour, A filetta, Sarteno och Niolo. Specialiserade ostaffärer på större orter i Sverige brukar ha dessa ostar hemma.
Fårost är mycket populär bland de ungerska ostarna, har en torrare och smuligare konsistens men den kallas dock rätt och slätt fårost. Snarlik fårost finns på Balkan, Bulgarien, Serbien, Turkiet. I Turkiet heter fårosten, Beyaz Peynir och betyder kort och gott vit ost. Här använder man osten som ingrediens till många specialitéer som menemen (ägg, ost och grönsaker, äts under det heta sommarmånaderna), burek (bakelse gjord av tunn filodeg, och varvas med ostfyllning), och i pitabröd. Paški sir är en av de mer framträdande och internationellt igenkännbara fårostarna från Kroatien.
I Rumänien används den till att tillaga deras nationalrätt, "mamaliga", ett slags ugnsbakad polentagröt med smält fårost. Den produceras och säljs av de lokala bönderna på marknader på torget. Liknande ost finns i Slovakien, Polen, och de östra delarna av Österrike.